# Правда жизни (реалити-шоу)
Правда жизни (англ: True Life) — это программа телеканала MTV USA, шоу в формате документального сериала, которое показывает правдивые истории из жизни реальных людей, открывая и обсуждая проблемы общества

## Затронутые темы
За время существования программы было поднято множество тем: от героиновой зависимости и алкоголизма до банальной нехватки денег, проблем ожирения и нищеты. Также в программе рассматриваются темы с сексуальным подтекстом: «Я бисексуал», «Я гей и я собираюсь жениться», «Кажется я меняю пол», «Я порнозвезда» и т. д. Иногда она освещает жизнь участников реалити-шоу, таких как The Real World, Jersey Shore, Survivor, и т. д. (эпизод «Я звезда реалити-шоу»).
9 июня 2020 года вышел специальный выпуск посвященный рассказу о медицинских работниках, которые работали в первую волну пандемии COVID-19.
5 августа 2020 года был представлен четырёхсерийный документальный сериал «Правда жизни представляет: Карантинные истории».

## Трансляция
Программа вышла в эфир 24 марта 1998 года на канале MTV. В первом эпизоде рассказывалось про наркотическую зависимость. С момента начала шоу производством занималась MTV News and Doc. Всего вышло 22 сезона, последний основной выпуск вышел 21 июня 2017 года (Список эпизодов программы True Life).
Начиная с 2002 года, канал MTV Россия начал показывать выпуски программы в переводе на русский язык.
После закрытия эфирной версии MTV Россия это шоу транслировалось на канале Ю в течение двух лет, начиная с 2013 года.
В России программа была предназначена для лиц старше 16 лет, поскольку может содержать ненормативную лексику, изображения распития алкогольных напитков и употребления наркотиков, а также сексуальные сцены.

## Российская адаптация
Начиная с 2005 года, канал MTV Россия начал показывать программу Правда жизни собственного производства. По продолжительности программа была сопоставима с американским оригиналом. Темы были разными: эмо (субкультура), рейвы девяностых, футбольные и музыкальные фанаты, российское порно, бодибилдинг и т. д. В основном в российской версии темы обсуждались в общем виде, в отличие от американской версии, в которой показываются примеры и рассказываются истории из жизни людей.
Российская Правда жизни транслировалась недолго и с 2007 года MTV Россия продолжила показ оригинальной Правды жизни (True Life).

## True Life | Crime
8 января 2020 года состоялась премьера американского документального сериала «Правда жизни | Преступления» по франшизе программы «Правда жизни». Данная передача в жанре true crime описывала и расследовала преступления (в большинстве убийства) против молодёжи, которые были совершены в разные периоды на территории США. Первый сезон состоит из восьми серий, второй сезон — из девяти. Ведущими были Нев Шульман и Домети Понго. Длительность одного выпуска — 1 час. Последняя серия вышла 31 августа 2021 года.
В Великобритании сделали локальную версию программы «True Life Crime UK», где расследовали местные преступления против молодёжи. В данной версии вышло 10 эпизодов по 45 минут в двух сезонах.